# 阿泽 (上比利牛斯省)
阿泽（法語：Azet）是法国上比利牛斯省的一个市镇，属于巴涅雷德比戈尔区（Bagnères-de-Bigorre）维耶尔奥尔县（Vielle-Aure）。该市镇总面积26.63平方公里，2009年时的人口为162人。

## 人口
阿泽人口变化图示